# Bere (település)
Bere (románul: Berea) egy falu Romániában, Szatmár megyében.

## Fekvése
Szatmár megyében, Nagykárolytól nyugatra, Csomaköz mellett található.

## Története
Bere már az őskorban is lakott hely volt, amiről az itt előkerült leletek is tanúskodnak.
A településnek a 15. század elején már egyháza is volt.
1291-ben a Rosályi Kún család volt a falu birtokosa, mely a váradi káptalan előtt vállalt kötelezettséget arra, hogy Bere falut nem adja el másnak, mint rokonainak: Udungnak, vagy Péter comes fiainak, Jánosnak, Péternek, Mártonnak illetve Andrásnak, akik a Kaplon nemzetségből származó Bagossy, Vetéssy, Csomaközy és Károlyi család ősei voltak. Az 1300-as évek végén a falu a Berey és a Darvay nemzetségé volt, 1412-ben Bélteki Sándrin, Drágh vajda fia foglalta el. 1416-ban Berey Jánost és Óváry Jánost ismét visszahelyezték birtokukba, egy részét ekkor szerezték meg a Károlyiak. 1449-ben a Sarolyáni és a Samelházi család szerezte meg egyes részeit. 1544-ben Bácsmegyei Benedek szerzett itt részbirtokot. 1616-ban Csöghy Pál és János volt a falu birtokosa. 1750-ben a Berey család kapott új királyi adományt az egész helységre. A 18. század végétől több kisnemesi család birtoka volt. A 19. század első felében nagyobb birtokos volt itt a Berey család, valamint a Baróthy, a Gellért, a Bartha és a Varga család. A 20. század elején a báró Vécsey családnak volt itt nagyobb birtoka.
A Bere határában feljegyzett helynevek közül nevezetesebb dűlőnév az Akasztófa laposa, mely a Rosályi, illetve a Bagossy család pallosjogáról tesz tanúságot.
A 20. század elején Borovszky Samu még a következőket jegyezte fel a községről: „Bere magyar kisközség, 102 házzal, 523 református magyar lakossal. Határa 1498 hold. Utolsó postája Csomaközön van, távíró és vasúti állomása Szaniszló.”

## Nevezetességek
- Berei református templom

### A templom rövid története
A Kaplony nemzetség birtokán már a XII. század folyamán épülhetett egy templom, melynek Simon nevű lelkésze az 1332-1334. esztendőkre vonatkozó pápai tizedjegyzék szerint a szatmári főesperesség egyik leggyengébb befizetője volt.
Szentlélek titulussal, 1338-ban említik közvetlenül a templomot. Egy pápai supplicatióban, 1428-ban tűnik föl ismét a berei templom.
Bere lakossága földesuraival együtt a XVI. század derekán csatlakozhatott a hitújításhoz, református egyházközsége a Középszolnoki Egyházmegyéhez tartozott. Önálló egyházközségként 1604-ben említik először, első név szerint ismert lelkészére Ardai Mihályra 1652-ből van adatunk. Bere a 19. században vált az Nagykárolyi Egyházmegye részévé. 
A századok folyamán többször folyt nagyszabású átépítések után alig vehető észre, hogy a berei templom hajójának három fala még középkori eredetű. Az épületről csak a közelmúltban derült ki, hogy új keletű köntöse alatt középkori falak is rejtőznek.
A téglalap alaprajzú hajóból, négyzetes déli hajóbővítményből és nyugati toronyból álló téglaépületnek alig egy negyednyi részét képezi az a két falszakasz, melyről a 2010-ben végzett falkutatás mutatta ki, hogy egy román kori hajó két hosszanti falából maradt meg. A 2012-2013 közt végzett falszövet vizsgálatok és régészeti kutatások alapján körvonalazódott a nyugati rész elrendezése valamint az egész templom térszerkezete. A mai Partium egyik legkisebb méretű, de ugyanakkor viszonylag összetett térelrendezésű középkori temploma.
A rendkívül kisméretű középkori templom a XVIII. század elején már szűknek bizonyult a református gyülekezet számára, ezért 1733-ban a keleti részeket lebontva a hajót meghosszabbították, és egységes, tagolatlan belterűvé alakították
Az északi falon előkerült, festett felirat szerint már 1766-ban újabb nagyszabású felújítást végeztek rajta. 1830-ban tovább bővítették déli irányban, ekkor új torony is épült, amely a hajóval együtt külső homlokzatain klasszicista építészeti jegyeket mutat. A templom az 1834-es földrengés folyamán jelentősen megsérült, felújítása sokáig elhúzódott.
Az 1860-as években emelték a klasszicizáló homlokzatú tornyot, melynek valószínűleg a középkori karzat is áldozatául esett. A földszinten a karzatalj három dongaboltozatra illetve két árkádpillérre támaszkodott eredetileg. A karzatra az északi fal vastagságában kialakított keskeny lépcső vezetett. XIX. századi adatok alapján feltételezhető, hogy a karzat középső szakasza fölött egy kisebb torony emelkedhetett. A templomnak nyújtott, félkörívesen záródó szentélye volt. Félköríves a déli kapuja is – amelyből csak egy részlet maradt meg – illetve a karzatot megvilágító keskeny ablak is. Egy ezzel majdnem azonos méretű és alaprajzú régebbi templom alapjai is előkerültek a padozat alól.
Az északi oldalfalon  1993-ban, a templombelsőben végzett tatarozás alkalmával bukkant elő a vakolat alól,  egy nagyméretű, a Köpönyeges Máriát ábrázoló freskó töredéke. Majd 2012-ben egy nagyobb méretű, XIII. századi Krisztus Színeváltozása ábrázolás fragmentumai. A középkori nyugati képzőművészetben viszonylag ritka, kifejezetten bizánci témájú ábrázolás, a Transfiguratio Domini azt a momentumot örökíti meg, amikor nem sokkal a keresztre feszítés előtt Jézus felvitt hármat az apostolok közül – Pétert, Jánost és Jakabot – egy magas hegyre, és „szemük láttára elváltozott: arca fénylett, mint a nap, ruhája pedig fehéren ragyogott, mint a fény. És íme, megjelent előttük Mózes és Illés, és beszélgettek Jézussal.”
A korai freskóra a Zsigmond-kor-ban egy keretbe foglalt Köpönyeges Madonnát festettek. Mária kezét mellén összekulcsolva áll, miközben két angyal koronát helyez fejére, másik kettő pedig megemeli díszes palástját, amely alatt sok, mindenféle társadalmi réteghez tartozó, térdelő, imádkozó kis emberalakot láthatunk, férfiakat, nőket egyaránt. A templom berendezésből a cseresznyefa szószékkorona megemlítendő 1826-ból és orgonája 1859-ból. Egyik harangja 1910-ből, a másik 1925-ből származik. 1847 nov. 26.-i presbiteri gyűlésen foglalkoztak a templom történetével „Az eklésia ősi eredetű, eredetére nyomokat nem találtunk, de bizonyos hogy nagyon régi. 1733-ban hosszabbították a templomot, 1766-ban renoválódott, 1826-ban zsendejezéssel megjavíttatott, valamint kívül-belül vakolatában renoválódott, Abai György prédikátorsága alatt.”
1834. okt. 10-ei földrengéskor a templom megrongálódott. 1852-ben került sor a javításokra, ekkor cserélik ki a tetőt cserépre. 1859-ben épült a torony felőli karzat és az orgona – az orgona felirata szerint: „ Szombati Mihály adományozta 1859-ben viszont készítőjéről semmit nem lehet tudni. 1885-ben  a templomot kívülről javították
- 1889-ben a tetőzetet. 1903-ban a toronysisakot. 1914-ben kívül-belül javították, meszelték, a torony bádogfedelét lefestették. 1935-ben és 1951-ben újra javították az egész templomot. 1975-ben vaskerítést építettek a templom és a parókia körül. 1990-ben a templomtetőt, a tornyot javították, az egészet kívülről újra vakolták, s javították a padokat is. A toronyban két harang található. Az 567 kg-os harang felirata „Isten dicsőségére öntették az egyházuk iránti szeretetből az Amerikába kivándorolt hittestvérek és az egyház tagjai az 1910. évben, öntötte Novotny Antal Temesvárott, No. 3090”. A 223 kg-osat 1923-ban vették, de 10 hónap után elrepedt, 1924-ben visszaküldték Bukarestbe, ahol 1925-ben újraöntötték.

### Lelkészei
´Magyari Márton 1733 – 1740
´Vályi Mihály 1740 – 1743
´Enyedi Péter 1743 – 1745
´Dézsi István 1745 – 1749
´Harmati Péter 1750 – 1751
´Huszti István 175 – 1759
´Makódi József 1760 – 1762 esperes
´Badar József 1762 – 1771
´Betleny János 1771 – 1774
´Őrsi István 1775 – 1779
´Bíró György 1780 – 1781
´Borbály János 1782 – 1783
´Veress Zsigmond 1783 – 1793
´Dóczi Ferenc 1793 – 1796
´Bíró György 1796 – 1797
´Porubszky Ferenc 1798 – 1808
´Maklód Márton 1809 – 1812
´Váradi Szabó Sámuel 1812 – 1818
´Veress Sándor 1818 – 1823
´Murvay Mihály 1823 – 1826
´Abai Nagy György 1826 – 1832
´Deák István 1833 – 1840
´Horváth István 1841 – 1867
´Újlaki Gábor 1867 – 1871
´Búzás Lajos 1871 – 1874
´Vityi Bertalan 1874 – 1908
´Tukacs László 1908 – 1926
´Farczi Géza 1928 – 1932
´Ármos Zsigmond 1934 – 1937
´Orosz Ernő 1937 – 1950
´Kovács Gyula 1951 – 1961
´Genda Attila 1962 – 1969
´Sarkadi Zoltán 1970 – 1987
´Dudás Ferenc 1987 – 1990 szaniszói beszolgáló lelkész
´Fórizs Károly 1990 –  2004 szaniszlói beszolgáló lelkész
´Csóka Dezső 2004 – 2017
´Balla Árpád  2018- napjainkig szaniszlói beszolgáló lelkész